# Beatrice Patrese
Beatrice Patrese (Padova, 25 aprile 1985) è una cavallerizza italiana.

## Biografia
Beatrice Patrese nasce a Padova nel 1985, figlia di Riccardo Patrese, famoso pilota di Formula 1 attivo tra gli  anni settanta e novanta, e Susi Martinis. Oltre ad un fratello maggiore, Simone, ed una sorella gemella, Maddalena, ha altri due fratellastri, Lorenzo ed Elena, nati dal secondo matrimonio del padre con Francesca Accordi.

## Carriera
Inizia ad andare a cavallo all'età di 10 anni e partecipa alle prime gare a 14. Segue un'ascesa continua: nel 2002 è terza ai campionati italiani assoluti. Nel 2003 invece è bronzo agli Europei juniores di equitazione, seguito l'anno dopo dall'argento young riders.
A Verona il 6 novembre 2005 centra il risultato finora più prestigioso della sua carriera, con il 6º posto nella tappa di Coppa del Mondo. Cavalca da sempre Fanix de Roll, una saura francese, figlia di Rivage du Poncel. È allenata da Sante Bertolla.